# André Campra
André Campra (ochrz. 4 grudnia 1660 w Aix-en-Provence, zm. 29 czerwca 1744 w Wersalu)  – francuski kompozytor włoskiego pochodzenia.

## Życiorys
Pierwsze lekcje muzyki otrzymał od ojca, Jean-François Campry, chirurga i skrzypka pochodzącego z Graglii w pobliżu Turynu . W 1674 został chórzystą w kapeli katedry St Sauveur w Aix, gdzie muzyki uczył go kierownik chóru Guillaume Poitevin . W 1678 otrzymał święcenia kapłańskie. W 1681 przeniósł się do Arles i objął posadę kapelmistrza (maître de musique) w kościele St-Trophime. Pozostał tam przez dwa lata, komponując muzykę zarówno kościelną, jak i świecką . Od maja 1683 prowadził szkołę śpiewu przy kościele St-Etienne w Tuluzie. W 1694 przybył do Paryża i objął stanowisko kierownika chóru przy Katedrze Notre-Dame, które piastował przez 6 lat.
W latach 1700–1722 zajmował się wyłącznie muzyką świecką, tworząc dzieła sceniczne. Po premierze tragedii lirycznej Tancrède (1702) zyskał sławę wybitnego kompozytora dramaturgicznego . W 1718 w uznaniu kompozytorskich zasług, młody król Ludwik XV (niewątpliwie za namową regenta) przyznał Camprze stałą pensję w wysokości 500 liwrów rocznie . W 1722 objął stanowisko kierownika artystycznego Opery Paryskiej. Pod koniec życia powrócił do komponowania muzyki sakralnej . Mimo pogarszającego się stanu zdrowia napisał dwie księgi psalmów (1737 i 1738) i pozostawił wiele motetów w rękopisach . W 1740 lub 1742  zrezygnował ze stanowiska kapelmistrza królewskiego. Zmarł w wieku 84 lat.

## Twórczość
Był najwybitniejszym kompozytorem operowym we Francji w okresie między Jean-Baptistą Lullym a Jean-Philippem Rameau, współtwórcą i głównym przedstawicielem opery baletowej oraz tragedii lirycznej. Jako jeden z pierwszych kompozytorów francuskich komponowal kantaty. Jego kompozycje, w tym fragmenty oper, były często umieszczane w programach Concert Spirituel.

## Wybrane kompozycje
(na podstawie materiałów źródłowych )

### Utwory sceniczne

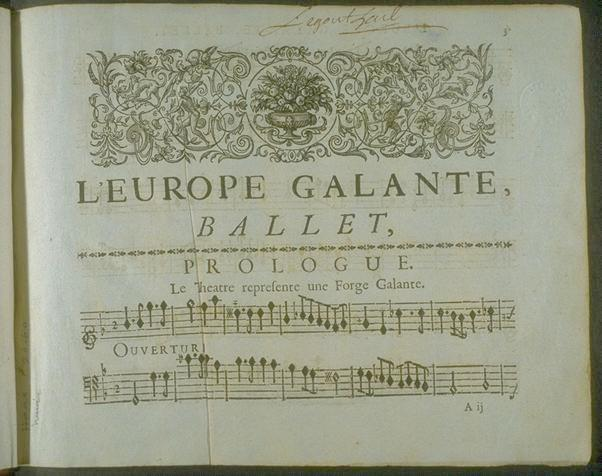
André Campra l’Europe galante (wyd. II, 1698)

- l’Europe galante, opera baletowa, libretto A.H. de Lamotte (1697)
- Le carnaval de Venise, komedia liryczna, libretto J.-F. Regnard (1699)
- Hésione, tragedia liryczna, libretto A. Danchet (1700)
- Aréthuse, ou La vengeance de L’Amour, balet, libretto A. Danchet (1701)
- Tancrède, tragedia liryczna, libretto A. Danchet na podst. T. Tasso (1702)
- Les muses, balet, libretto A. Danchet (1703)
- Iphigénie en Tauride, tragedia liryczna, libretto J.-F. Duché de Vancy i A. Danchet (1704)
- Le triomphe de l’Amour opera baletowa, libretto A. Danchet na podst. P. Quinaulta (1705)
- Les Fêtes vénitiennes opera baletowa, libretto A. Danchet (1710)
- Idoménée, tragedia liryczna, libretto A. Danchet na podst. P.J. Crébillona (1712)
- Les âges, opera baletowa, libretto L. Fuzelier (1718)
- Les nopces de Vénus, balet, libretto A. Danchet (1740)

### Utwory wokalne
- Missa 4 vocibus... Ad majorem Dei gloriam (1699)
- La Guerre kantata (1699)
- 3 księgi kantat (1708, 1714 i 1728)
- 5 ksiąg motetów na 1-3 gł. z tow. instrumentu i basso continuo (Paryż 1695, 1700, 1703, 1706, 1720)
- 2 księgi psalmów (Paryż 1737, 1738)
- Te Deum (w rękopisie)
- Magnificat (w rękopisie)

oraz liczne arie włoskie i francuskie na 1-2 głosy z towarzyszeniem instrumentu i b.c.